# Бестаев, Отар Омарович
Ота́р Ома́рович Беста́ев (род. 28 октября 1991, Владикавказ) — киргизский дзюдоист российского происхождения, чемпион и призёр чемпионатов России, мастер спорта России. С 2015 года выступал за команду Кыргызстана.

## Карьера
В 2015 году стал бронзовым призёром чемпионата Азии. Участвовал в Олимпийских играх 2016 года в Рио-де-Жанейро, где выступал за команду Кыргызстана. На Олимпиаде Бестаев победил египтянина Ахмеда Абельрахмана, но затем в 1/8 финала уступил Орхану Сафарову из команды Азербайджана и занял итоговое 9-е место.

## Спортивные результаты
- III Всероссийская Спартакиада школьников 2007 года — ;
- Первенство России по дзюдо среди кадетов 2007 года — ;
- Первенство России по дзюдо среди юниоров 2010 года — ;
- Чемпионат России по дзюдо 2010 года — ;
- Открытый чемпионат Белоруссии по дзюдо 2013 года — ;
- Чемпионат России по дзюдо 2014 года — ;